# دائرة بابيز

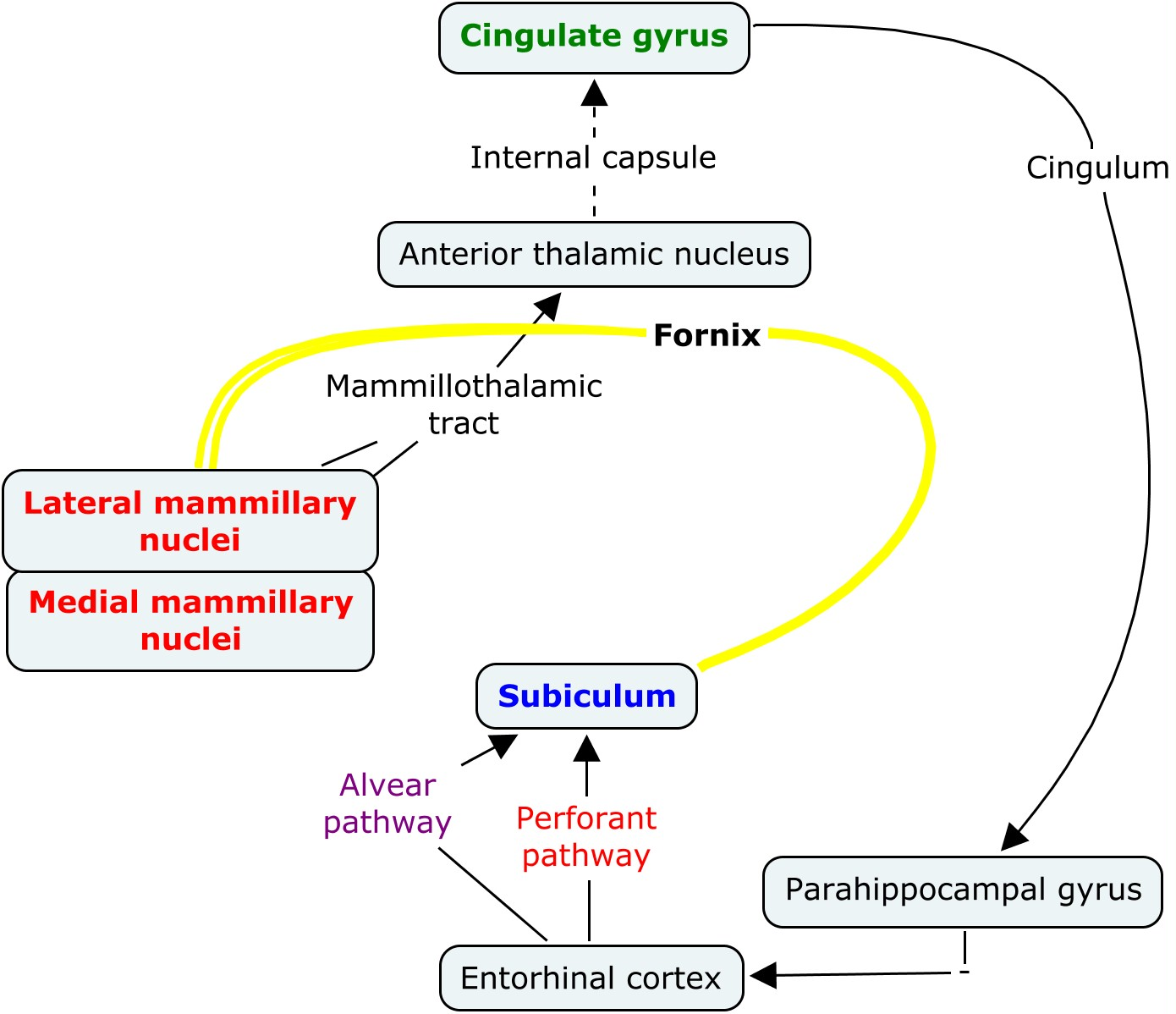
دائرة بابيز

دائرة بابيز (بالإنجليزية: Papez Circuit)‏ وصفها العالم الأمريكي جيمس بابيز عام 1937. تعد دائرة بابيز واحدة من المسارات الرئيسية في الجهاز الحوفي. تشارك دائرة بابيز بصورة رئيسية في سيطرة قشرة المخ على العاطفة، كما أن لها دور في الذاكرة.
اكتشف بابيز هذه الدائرة بعد حقنه لفيروس داء الكلب في حصين القط ثم رصد تقدمه خلال المخ. وصف مسار دائرة بابيز على النحو التالي:
- تشكيل الحصين (Hippocampal formation) ← القبو (Fornix) ← الجسم الحلمي (Mammillary body).
- الجسم الحلمي ← المسار الحلمي المهادي (Mammillothalamic Tract) ← النواة المهادية الأمامية (Anterior thalamic nucleus)
- النواة المهادية الأمامية ← ركبة المحفظة الغائرة (Genu of internal capsule) ← التلفيف الحزامي (Cingulate gyrus).
- التلفيف الحزامي ← الحزام (Cingulum) ← التلفيف المجاور للحصين (Parahippocampal gyrus).
- التلفيف المجاور للحصين ← القشرة الشمية الداخلية (Entorhinal cortex) ← الحصين (Hippocampus).

الذاكرة
في السنوات القليلة الماضية، أجريت العديد من التجارب التي تنطوي على هياكل الدائرة بابيز. وعلاوة على ذلك، فإن العديد من الحالات التي يكون فيها هياكل الدائرة بابيز تضررت تظهر التغييرات التي تشير إلى وظيفتها الحقيقية.
وتستخدم موجات ثيتا لقياس النشاط في المقام الأول في الحصين ولكن يمكن استخدامها لقياس مناطق الدماغ الأخرى كذلك. وقد لوحظ تزامن قوي من موجات ثيتا في الحصين والمهاد البطني الأمامي. على الرغم من أن موجات ثيتا بين الحصين والظهري الأمامي والأمامي الأوسط في مناطق المهاد لم تظهر أي تزامن، شهد العلماء زيادة ملحوظة في معدلات إطلاق الخلايا العصبية في مناطق الدماغ. وعموما، على أساس موجة ثيتا التجريبية، أظهرت مكونات الدائرة بابيز اتصال فاعل ودلت على أنها تعمل معاً.
```
ويعتقد أن موجات ثيتا على صلة بالتعلم والذاكرة. وبالتالي، يعتقد العديد من العلماء أن الدائرة بابيز تشارك بآلية الذاكرة المؤقتة والدائمة.
```

الأضرار التي لحقت بالنواة البطنية الأمامية والنواة البطنية الجانبية يمكن أن تؤدي إلى خلل في الذاكرة واللغة.فقدان الذاكرة يمكن أن يكون نتيجة لانقطاع التواصل بين مكونات الدائرة.
وقد ثبت أيضاً أن أي ضرر في القبو ممكن أن يؤدي إلى خلل في الذاكرة.